# Іванківська селищна територіальна громада
Іванківська селищна територіальна громада — територіальна громада в Україні, у Вишгородському районі Київської області. Адміністративний центр — селище Іванків.
Площа громади — 3524,33 км², населення — 29 477 осіб (2020). Ці дані включають територію Чорнобильської зони відчуження, яка входила до Іванківського району, проте не входила до жодної сільради, тому часто не вважається частиною громади. Міста Прип'ять та Чорнобиль вважаються такими, що не входять до жодної громади. Площа громади без зони відчуження — 1780,0 км².
Утворена 12 червня 2020 року шляхом об'єднання всіх селищних та сільських рад Іванківського району.

## Населені пункти
У складі громади 1 селище (Іванків) і 80 сіл:
- Білий Берег
- Блідча
- Болотня
- Буда-Полідарівська
- Варівськ
- Верхолісся
- Вишова
- Воропаївка
- Горностайпіль
- Губин
- Димарка
- Дитятки
- Доманівка
- Запрудка
- Заруддя
- Захарівка
- Зимовище
- Зорин
- Жерева
- Жеревпілля
- Жміївка
- Калинове
- Карпилівка
- Ковалівка
- Коленці
- Коленцівське
- Красилівка
- Кропивня
- Кухарі
- Лапутьки
- Леонівка
- Людвинівка
- Макарівка
- Мала Макарівка
- Медвин
- Мокра Корма
- Мусійки
- Нові Макалевичі
- Нові Соколи
- Обуховичі
- Олива
- Олізарівка
- Оране
- Осовець
- Пироговичі
- Підгайне
- Піски
- Полідарівка
- Поталіївка
- Потоки
- Прибірськ
- Рахвалівка
- Розважів
- Рокитна Слобода
- Рудня-Левківська
- Рудня-Сидорівська
- Рудня-Тальська
- Рудня-Шпилівська
- Русаки
- Сидоровичі
- Слобода-Кухарська
- Соснівка
- Ставрівка
- Станішівка
- Старий Міст
- Старі Соколи
- Старовичі
- Степанівка
- Страхолісся
- Сукачі
- Термахівка
- Тетерівське
- Федорівка
- Феневичі
- Фрузинівка
- Хочева
- Шевченкове
- Шевченкове
- Шпилі
- Яхнівка

## Старостинські округи
- Блідчанський
- Горностайпільський
- Димарський
- Дитятківський
- Жміївський
- Запрудський
- Кропивнянський
- Кухарський
- Макарівський
- Мусійківський
- Обуховицький
- Оливський
- Оранський
- Пісківський
- Прибірський
- Розважівський
- Сукачівський
- Термахівський
- Феневицький
- Шпилівський